# 埃利·帕斯夸莱
埃利·帕斯夸莱（義大利語：Eli Pasquale，1960年8月24日—2019年11月4日），加拿大前男子篮球运动员。他曾随加拿大国家队参加1984年和1988年两届夏季奥运会，分别获得第四名和第六名。